# Magia bez tajemnic
Magia bez tajemnic (tytuł oryginalny: Breaking the Magicians' Code: Magic's Biggest Secrets Finally Revealed) – program ujawniający sekrety wykonania trików z dziedziny iluzji scenicznej i mikroiluzji, emitowany premierowo w telewizji FOX. Program prowadził Mitch Pileggi. Format w Polsce został wyemitowany przez telewizję Polsat. 
W programie zamaskowany iluzjonista przedstawiał daną iluzję, a następnie wyjaśniano, w jaki sposób została ona wykonywana. Iluzjonistą był Val Valentino, który na końcu czwartego odcinka zdjął maskę, ujawniając swoją tożsamość. Decyzję o ujawnieniu sekretów iluzji tłumaczył chęcią nakłonienia innych iluzjonistów do stworzenia nowych sztuczek, a nie korzystania z dawno wymyślonych trików.

## Kontynuacja serii
Po wyemitowaniu serii został nakręcony jednoodcinkowy program Secrets of Street Magicians Finally Revealed, w którym inny zamaskowany iluzjonista (który nie wyjawił swojej tożsamości) objaśniał wykonanie trików z dziedziny iluzji ulicznej. Program został wyemitowany 23 lutego 2000.
15 maja 2002 wyemitowano piątą część serii o nazwie Breaking the Magician's Code: Magic's Biggest Secrets Finally Revealed 5 – Escape from the Ice. W tej części również pojawił się nowy iluzjonista, który również nie ujawnił swojej prawdziwej tożsamości.

W 2008 powstała kontynuacja serii Magia bez tajemnic, w którym również zamaskowany iluzjonista przedstawił magiczne sztuczki. Serial miał premierę w Polsacie od 4 maja do 27 lipca 2013.

## Iluzje prezentowane w odcinkach 1-4 (1997-98)
"*" – Tylko w wersji VHS